# Ritratto di Gallieno
Il ritratto di Gallieno del Museo nazionale romano (Antiquarium del Palatino) di Roma è una delle effigi più note dell'imperatore romano che regnò dal 253 al 268.

## Storia e descrizione
La testa marmorea, alta 38 cm, raffigura l'imperatore in età matura ed è particolarmente significativa delle tendenze espressive in voga a quel tempo a Roma, sotto l'influenza della singolare personalità di Gallieno. La testa è infatti ispirata all'antica testa di Alessandro Magno di Lisippo, sia nella folta capigliatura a ciocche, sia nella leggera torsione del collo, che nell'espressione rivolta al cielo, che sottintende un'ispirazione divina del sovrano e un contatto diretto, privilegiato col sacro. 
Della testa, forse eseguita per il decennale di potere, si conoscono altre repliche a Roma e in Portogallo. 
La barba, attributo tipico del filosofo (a differenza del soldato, che è glabro), è corta e trattata a fitti ricci aderenti, di forma globulare. La ricerca di effetti di chiaroscuro è ricca e sapiente, con i morbidi passaggi di luce del volto dominato dalle profonde cavità orbitali e con le labbra sottili e sporgenti. 